# Mercado da Boa Vista

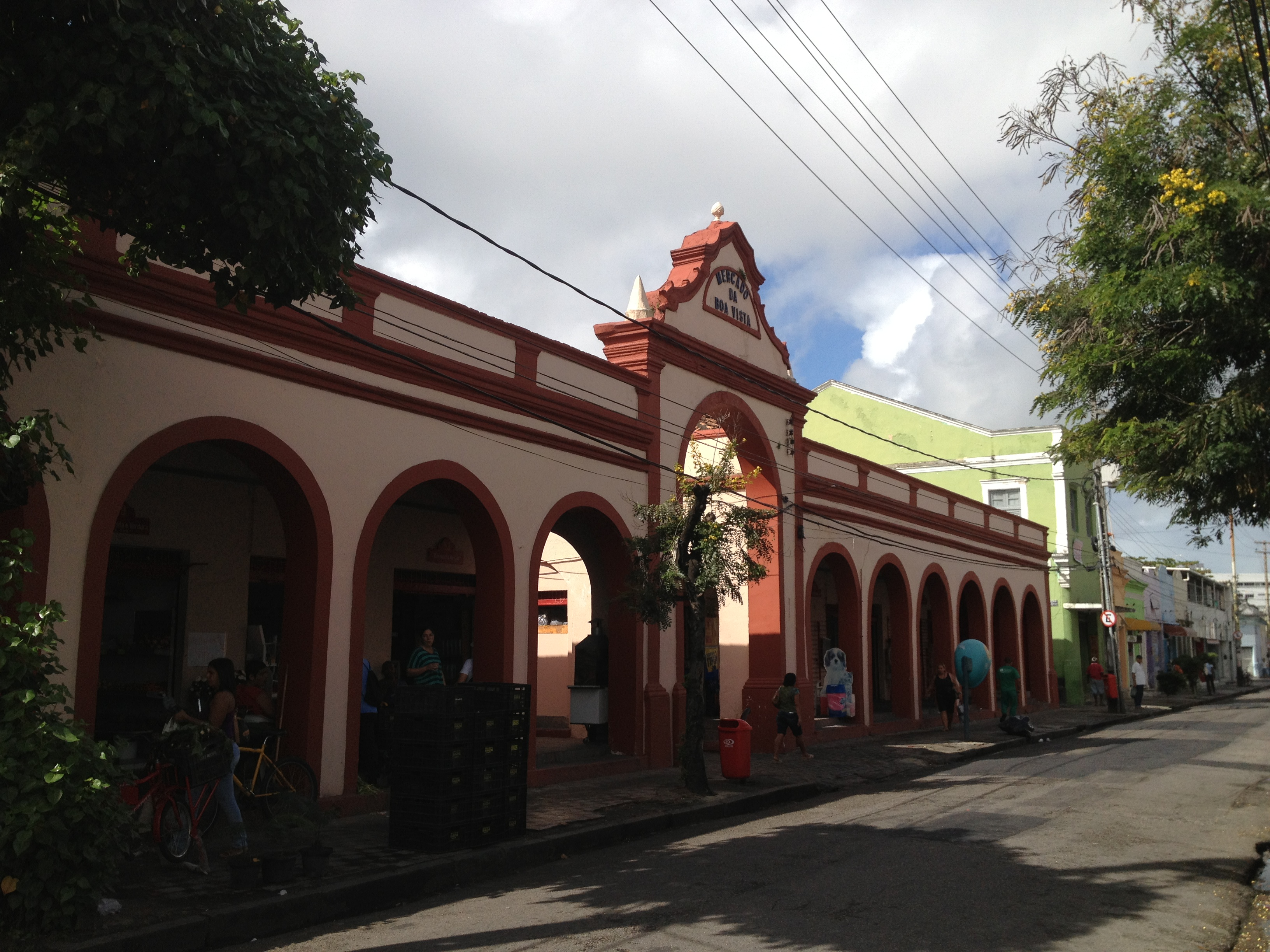
Mercado da Boa Vista

O Mercado da Boa Vista é um mercado público da cidade brasileira do Recife, capital de Pernambuco. Localizado no bairro que lhe dá o nome, foi inaugurado no fim do século XIX, tendo sido completamente reformado em dezembro de 1946. 
O mercado possui 63 boxes que vendem cereais, verduras, frutas, legumes e carnes. Há também boxes especializados em ervas e produtos de armarinho, bem como alguns bares que oferecem comida regional.
Localizado na rua de Santa Cruz, o local ocupado pelo mercado já foi uma estrebaria, um pequeno cemitério e lugar de comércio de escravos.